# Ciapaiev
Ciapaiev (in russo Чапаев?, Čapaev) è un film del 1934 diretto da Georgij Vasil'ev e Sergej Vasil'ev.

## Distribuzione
Il film venne distribuito in Unione Sovietica il 7 novembre 1934.
Per la distribuzione sul suolo italiano si dovette attendere la fine della seconda guerra mondiale, in occasione della partecipazione alla Manifestazione Internazionale d'Arte Cinematografica di Venezia il 2 settembre 1946. Ebbe una limitata distribuzione cinematografica nel 1947, proiettato in lingua originale coi sottotitoli italiani. Venne ridistribuito in una edizione doppiata in italiano nel 1961.

## Il film preferito di Stalin
È ritenuto essere il film preferito da Stalin. L'esaltazione del socialismo e la sua politica capace di straordinarie qualità di dominio e comando che permea la pellicola, la fecero particolarmente apprezzare al politico sovietico.

## Critica
(Leo Pestelli)